# Kenichi Ego
Kenichi Ego (江後 賢一 Ego Kenichi?), född 7 juni 1979 i Hyōgo prefektur, är en japansk före detta fotbollsspelare.
Ego började sin karriär 2002 i Ventforet Kofu. Efter Ventforet Kofu spelade han för SC Tottori och Ehime FC. Han avslutade karriären 2010.